# Pseudoschrankia cyanias
Pseudoschrankia cyanias är en fjärilsart som beskrevs av Edward Meyrick 1899. Pseudoschrankia cyanias ingår i släktet Pseudoschrankia och familjen nattflyn. Inga underarter finns listade.